# Республика Крема
Республика Крема (итал. Repubblica Cremasca) — революционное правительство в Ломбардии, которое было создано, когда французская армия вошла в Крему 28 марта 1797 года. Оно управляло местными делами города и его окрестностей, которые ранее были венецианским эксклавом в Миланском герцогстве. В июле 1797 года муниципалитет вошёл в состав Цизальпинской республики.

## История
Город Крема с окрестностями был аннексирован Венецианской республикой в 1449 года и находился под её властью более трёх веков. 28 марта 1797 года отряд французских драгун вошёл и занял город (не встретив сопротивления) и арестовал последнего венецианского магистрата, герцога Зан Баттиста Контарини. Многовековое господство Венецианской республики прекратилось: знаки Святого Марка были удалены, семинария, а также религиозные ордена и их монастыри закрыты (Сант-Агостино, Сан-Франческо, Сан-Доменико, позже использовавшиеся как казармы), драгоценности церквей и епархии конфискованы, суд инквизиции упразднён.
Для управления городом был сформирован новый муниципалитет, состоящий в основном из мелких землевладельцев и местной знати. Тогда они провозгласили новую республику Крема, которая контролировала город и территории, ранее принадлежавшие провинции Крема.
Маленькая революционная республика прожила недолгую жизнь. Три месяца спустя, 29 июля 1797 года, её территория по Кампо-Формийскому миру перешла в Департамент д'Адда и департамент Альто По.